# Жаклин Толева
Жаклин Толева е български политик, председател на Българския демократически форум. Тя е дъщеря на българския духовен учител Ваклуш Толев.
Родена е на 15 октомври 1969 г. Завършва 9 СПУ с изучаване на френски език „Георги Кирков“ в София и Софийския университет „Св. Кл. Охридски” – магистър по право и дипломация и магистър по теология. Специализира публична администрация и европейска интеграция, както и политически умения. Владее испански, френски, английски и руски език, ползва и немски. Членува в БДФ от 1990 г. Жаклин Тонева е учредител и първи председател на Българския младежки демократически форум. От 1997 г. до 2009 г. работи като съветник в Народното събрание на Република България.